# EN 60601-2-63
Die EN 60601-2-63 mit dem Titel „Medizinische elektrische Geräte – Teil 2-63: Besondere Festlegungen für die Sicherheit einschließlich der wesentlichen Leistungsmerkmale zahnärztlichen Röntgeneinrichtungen“ ist Teil der Normenreihe EN 60601 (die EN-60601-Reihe wird derzeit (Stand ?) in die EN-80601-Reihe überführt).
Herausgeber der DIN-Norm DIN EN 60601-2-63 ist das Deutsche Institut für Normung.
Dieser Norm-Entwurf basiert auf der internationalen Fassung IEC IEC IEC 62B/759/CD (2009-08).
Im Rahmen des VDE-Normenwerks ist die Norm als VDE 0750-2-63 klassifiziert, siehe DIN-VDE-Normen Teil 7.

## Gültigkeit
- Die endgültige Version der Norm ist korrespondierend mit der 3. Ausgabe der DIN EN 60601-1 anzuwenden.
- Der Norm-Entwurf wurde am 25. Januar 2010 veröffentlicht.
- Die Einspruchsfrist ist am 31. März 2010 abgelaufen.
- Die Norm ist seit 2015 gültig.

## Zusatzinformation
- Diese Norm ist neu und hat keine Vorgängernorm.